# Municipio de Edendale
El municipio de Edendale (en inglés: Edendale Township) es un municipio ubicado en el condado de Steele en el estado estadounidense de Dakota del Norte. En el año 2010 tenía una población de 60 habitantes y una densidad poblacional de 0,64 personas por km².

## Geografía
El municipio de Edendale se encuentra ubicado en las coordenadas 47°22′5″N 97°32′17″O / 47.36806, -97.53806. Según la Oficina del Censo de los Estados Unidos, el municipio tiene una superficie total de 93.26 km², de la cual 93,26 km² corresponden a tierra firme y (0 %) 0 km² es agua.

## Demografía
Según el censo de 2010, había 60 personas residiendo en el municipio de Edendale. La densidad de población era de 0,64 hab./km². De los 60 habitantes, el municipio de Edendale estaba compuesto por el 95 % blancos, el 1,67 % eran amerindios, el 3,33 % eran de otras razas. Del total de la población el 10 % eran hispanos o latinos de cualquier raza.